# Municipio de Center (condado de Porter)
El municipio de Center (en inglés: Center Township) es un municipio ubicado en el condado de Porter en el estado estadounidense de Indiana. En el año 2010 tenía una población de 43267 habitantes y una densidad poblacional de 557,72 personas por km².

## Geografía
El municipio de Center se encuentra ubicado en las coordenadas 41°28′34″N 87°4′27″O / 41.47611, -87.07417. Según la Oficina del Censo de los Estados Unidos, el municipio tiene una superficie total de 77.58 km², de la cual 76.53 km² corresponden a tierra firme y (1.35%) 1.05 km² es agua.

## Demografía
Según el censo de 2010, había 43267 personas residiendo en el municipio de Center. La densidad de población era de 557,72 hab./km². De los 43267 habitantes, el municipio de Center estaba compuesto por el 91.21% blancos, el 2.59% eran afroamericanos, el 0.3% eran amerindios, el 2% eran asiáticos, el 0.04% eran isleños del Pacífico, el 1.9% eran de otras razas y el 1.96% pertenecían a dos o más razas. Del total de la población el 6.37% eran hispanos o latinos de cualquier raza.